# 京星农牧场
京星农牧场，是中华人民共和国宁夏回族自治区銀川市贺兰县下辖的一个类似乡级单位。

## 行政区划
京星农牧场下辖以下地区：
虚拟村。